# RPG不動産
『RPG不動産』（アールピージーふどうさん、英:RPG Real estate）は、険持ちよによる日本の4コマ漫画。『まんがタイムきららキャラット』（芳文社）にて、2018年6月号から8月号のゲスト連載を経て2018年9月号から連載が開始され、2023年12月号をもって完結した。
タイトルの“RPG”について公式は「“Rent（賃貸） Plan（計画） Guide（案内）”の略」としている。冒険活劇ではなく王国所属の不動産会社で働く主人公たちの日常を描いたコメディーであるが、物語が進行するごとにシリアスな展開もされている。

## あらすじ
魔王が倒され世界が平和になって15年がたったころ、学校を卒業し魔術師になった風色琴音が新居を探すため王国所属のRPG不動産を尋ねるところから物語は始まる。実はRPG不動産は琴音の就職先であり、同じ職場の亜人のファー、僧侶のルフリア、戦士のラキラとともに様々な事情を抱えたお客の物件探しをサポートすることとなる。

## 登場キャラクター
「声」はテレビアニメ版の担当声優。

### RPG不動産
風色 琴音（かざいろ ことね）
声 - 井上ほの花
職業：魔法使い。本作の主人公。学校を卒業したが、冒険者としてフリーで食べていく勇気がないため上京して手堅く王国所属のRPG不動産に就職した。ファイヤやウォーターの魔法は使えるものの才能も攻撃力もほとんど無い。容姿はピンク色のポニーテールで、花の形をしたピアスをしている。また、巨乳でラキラの服を着ようとした際には胸の部分がきつくなる描写がある。ファーの隣人。性格は争いを好まず優しく素直だが、天然で世間知らず。グスタフの花と歌うことが好き。好きな食べ物は星の実（都会だと高価のためあまり食べられない）で嫌いな食べ物はセリリ。夢は四人で暮らす家を買うこと（後に望んだ形とは少々異なるものの叶うことになる）。
仕事の能力は賛否両論でとても人が住めそうにない物件を紹介しては顧客に怒られることもあってルフリアからはポンコツ扱いされている一方、描写範囲内ではむしろ多種多様な顧客の感性に寄り添い、的確な物件を探し出してくることが多い。
田舎のルクルン地方の出身で実家に帰るには飛行船で4時間+鉄道で5時間かかる。
登場したキャラの中では唯一、死亡し生き返っている。
ファー / ファフニール
声 - 木野日菜（ファー） / 桑島法子（ファフニール）
職業：（???）。容姿は水色の三つ編みをアレンジした髪型でドラゴンのような尻尾が生えている。尻尾の先から2番目の関節の右側の突起を触られるのが嫌い。サトナに森で拾われた。ルフリア曰くRPG不動産のマスコットとして押し付けられたらしいが、亜人の言葉と人間の言葉が理解できるため（ただし幽霊の言葉は理解できない）、通訳として非常に役立っている上に人当たりの良さから契約も多数取っており実のところかなり有能。琴音の隣人。幼く天真爛漫な性格でよくトラブルを起こし、ルフリアを怒らせてばかりいる。大の服嫌いで羞恥心も皆無。琴音とは姉妹のように仲がよい。魔法は使えない（口から火を吐くことはできる）が、一般人数万人に匹敵する魔力を持っている。
事あるごとに部屋や建物の外で寝ている他、夜な夜な記憶がなくなるなど謎めいた面が多い。
その正体は魔王ラスティーレの娘。赤ん坊の頃に戦争の跡地にてサトナに拾われ「ファフニール（ファー）」と名付けられた。
テレビアニメ版では、ラキラほどではないが服装が差し替えられている。
ルフリア
声 - 川井田夏海
職業：僧侶。容姿は金髪で後ろ髪をまとめている。神官になるのが夢であり、上司のサトナに憧れている。使用する回復魔法は傷を癒すだけでなく、細胞を活性化させて美肌にできる優れもの。可愛いもの好きであり、ぬいぐるみの「ポポタン」がいないと眠れない。ラキラと幼馴染でありルームシェアをしている。仕事熱心だが、融通が利かず空回りすることもしばしば。礼儀知らずでトラブルを起こすファーに対しては鉄拳制裁も厭わないほど厳しい。
父（声 - 蓮岳大）と母（声 - 依田菜津）は武器商人だが、魔王軍との戦いが終結してからは人々から疎まれ、その影響で自身も虐めに遭いラキラに庇ってもらっていた。その後、生家の屋敷を手放していることから没落したと考えられ、庇ったラキラが傷ついたことから傷を癒すために僧侶となり、今度は自身が偉くなってラキラを守れる立場になれるようにと強い出世意欲を持つようになった。そのため、当初は出世コースから遠ざかるRPG不動産に配属されることを嫌っていた。
ラキラ
声 - 石見舞菜香
職業：戦士。17歳。容姿は長めの黒髪ツインテールである。料理が得意でよくパイを焼いている。その一方で趣味は筋トレに武器集めと逞しい所もある。
トレーニング量は伊達ではなく、定期的にレベルアップしている上に蹴りで石壁を破壊することもできるほど。20kgまでの片手武器なら装備できるらしい。
性格はわりと普通だが、国王の顔も知らない等社会情勢などには興味がなくルフリアに呆れられている。
小さい時はショートヘアだったためよく男の子に間違われた。本人はそのことをかなり気にしており、髪を伸ばしていることに加え時々意識的に女の子らしく振る舞おうとする。ルフリアと幼馴染でありルームシェアをしている。普段はビキニ (水着)の様な露出度の高い恰好をしているが、見栄っ張りで恥ずかしがり屋。貧乳が若干コンプレックス。
テレビアニメ版では、露出を抑えた恰好に変更されている。
アリス
職業：まもの使い。琴音に憧れてRPG不動産に就職した。ファーと同じ亜人のため、通訳もできる。そそっかしく子供扱いされることを嫌う。
テレビアニメ版では台詞こそないが、第3、11、12話に1シーンずつ登場している。

### 王国
サトナ
声 - 日笠陽子
職業：神官。琴音たちの上司。強力な回復魔法の使い手。ファーを着せ替え人形として扱って彼女の服嫌いの原因を作ったこともある。
一見性格は温和だが、その本性は冷血。
セーラ
声 - 髙橋ミナミ
サトナの部下。剣術が得意。うっかりもので失敗も多い。
モナ
声 - 黒木ほの香
サトナの部下。氷の魔法が得意。毒舌。
狐白、兎月
声 - 大久保瑠美（狐白）、金子彩花（兎月）
サトナの部下にして付き人。
王様
声 - 小形満
ドラゴン騒動でファーを不問にする代わりに、ファーと琴音たちを火山島に移住を命じた（これはドラゴン騒動で琴音たちを王国から引き離す目的もあった）。

### 琴音の家族
風色 鼓（かざいろ つづみ）、風色 響（かざいろ ひびき）
声 - 赤尾ひかる（鼓）、篠原侑（響）
琴音の妹たちで双子。琴音とは対照的にしっかりした性格。琴音に辛辣な態度をとるが、本心では琴音を慕っているシスコン。不機嫌になると無理難題を押し付ける悪癖はあるが、根は優しい。ファーに嫉妬していたが、仲良くなり別れを惜しんでいた。
琴音の父
声 - 星祐樹
琴音の母
声 - 安野希世乃
琴音の祖父
声 - あべそういち
琴音の祖母
声 - 森夏姫
桃ちゃん
声 - 花江夏樹
全部で三頭いる、琴音のペットのグリフォンの一頭。

### RPG不動産の客
ルナ・ディドラーン
声 - 井上喜久子
英雄の一人の大賢者。冒険を終えて豪華な暮らしを提供されたが、肌に合わず、素朴で静かな暮らしを求めていた。グスタフの花が好きで、それに気づいた琴音が提供したグスタフの花畑が広がる物件に住むことにした。
リリィ
声 - 前田佳織里
ネクロマンサー。霊魂と契約し人形などに憑依させることで使役できる。霊魂と本人の肉体があれば蘇生もできる。若そうに見えるが魔王がいたころにはすでに現役で、ルフリアからはこのことを疑問に思われている。後のドラゴン騒動で命を落とした琴音を蘇生させた。
トト
声 - 関根明良
田舎（琴音と同郷）から出てきた女性。ギルドの受付嬢に就職し、ペットのシロちゃんと一緒に住める部屋を探していた。
シロちゃん
声 - 大塚明夫、依田菜津（子供時代）
トトのペットのペガサス。トトが屋台で買った卵から生まれた。トトと一緒のベットで眠るなど相当甘やかされている。ファーの通訳では渋い口調で話す。
ポーラ
声 - 高垣彩陽
吟遊詩人。レベルは99以上で、ルフリア曰く「世界を救えるレベル」。破壊的な歌声の持ち主だったが、ハデスの呪いで奪われてしまい普通の歌声になった。
ターシャ
声 - 高尾奏音
スーパースター。13歳。アイドル活動で人気が出てきた矢先、あまりにファンが追いかけてくるため家に帰れなくなってしまう。幸いにもアイドル活動で高い収入を得ていたことから、琴音たちから警備員が常駐するセキュリティの高い高級住宅を紹介され、そこに住むことにした。
カーサ
声 - 小原好美
占い師。占いは的確で、相談ごとも得意。占いで幸せになれると出た物件で出会った青年（声 - 大河元気）と意気投合し、数日で将来を誓う仲となった。琴音の抱える不安を見抜き、助言とお守りを授けた。
ネコエモン
声 - 金光宣明
森の中にある温泉宿の主人。見た目、言葉、嗜好などから猫系の種族と見られる。早口かつ関西弁で話すためファーも翻訳に苦労した。
戦争が終わり冒険者が減って宿が立ち行かなくなり、宿から賃貸物件に変えようと考えていた。琴音たちを呼び出して丁重にもてなし、相談にのってもらった。琴音たちの発案を宿に取り入れた後は、瞬く間に客足が伸びたため、賃貸に変えずとも宿としてやっていけると思い直し、契約を取り付けられると踏んでいた琴音たちを落胆させるが、宿のフリーパスを渡したことで彼女たちを納得させた。
イサナ
声 - 内田彩
エルフの歴史調査員。心は若者だが、実年齢は840歳。ネコエモンと友達で紹介でRPG不動産に来た。
ルーファン
火山島に住んでいた風水師の幽霊。酒好き。享年95だが、心は永遠の14歳だった。約50年前に亡くなっているため、知識がその時点で止まっている。自分が育てた花が兵士たちに荒らされることを危惧していたが、琴音になら託せると判断して姿を消す。

### その他
セレニア
声 - 大久保瑠美
アリスの姉で亜人。サトナに対し強い恨みを抱いており、火竜を操って各地に災いをもたらしていた。なお、琴音を手にかけてしまったことには罪悪感を抱いている。
ハデス
声 - 大畑伸太郎
死神。街外れの城に居着いていたが、ポーラの破壊的な歌声で撃退され、去り際にポーラの破壊的な歌声を奪った。
ミモ
声 - 小森結梨
琴音たちが祭りの会場で出会った迷子の少女。その正体は神様の娘。
神様
声 - ふじたまみ
天空城に住む神。娘のミモを探し出してくれた琴音たちに、お礼として短冊に書いた願い事を叶えた。
勇者
ラスティーレ
声 - 桑島法子
人間側からは「魔王」、ドラゴンからは「神龍」と呼ばれていた白いドラゴン。その正体はファーの実の母親。
火竜
声 - 本田貴子
セレニアに操られ各地を襲っていた赤いドラゴン。子供を身籠っており、安心して産める場所を探していた。琴音たちが移住した火山島の火山地帯で無事に産卵する。ファーと琴音にファーの正体を伝える。

## 書誌情報
- 険持ちよ『RPG不動産』芳文社〈まんがタイムKRコミックス〉、全6巻
  1. 2019年5月10日発行（2019年4月25日発売[19]）、ISBN 978-4-8322-7090-9
  2. 2020年4月13日発行（2020年3月27日発売[19]）、ISBN 978-4-8322-7180-7
  3. 2021年5月12日発行（2021年4月27日発売[19]）、ISBN 978-4-8322-7270-5
  4. 2022年5月12日発行（2022年4月27日発売[19]）、ISBN 978-4-8322-7361-0
  5. 2023年3月14日発行（2023年2月27日発売[19]）、ISBN 978-4-8322-7420-4
  6. 2023年12月12日発行（2023年11月27日発売[19]）、ISBN 978-4-8322-9503-2

## テレビアニメ
2022年4月から6月までAT-Xほかにて放送された。

### スタッフ
- 原作 - 険持ちよ[22]
- 監督 - 越田知明[22]
- シリーズ構成 - 中村能子[22]
- キャラクターデザイン - 谷口元浩[22]
- プロップデザイン - 松本恵[21]
- 美術監督・美術設定 - 川口正明[21]
- 色彩設計 - 真壁源太[21]
- 撮影監督 - 福岡由惟[21]
- 編集 - 今井大介[21]
- 音響監督 - 高寺たけし[21]
- 音楽 - 宮崎誠[21]
- 音楽制作 - 日本コロムビア[21]
- 音楽プロデューサー - 植村俊一
- プロデューサー - 根本侑果、竹ノ内千恵、舩津彩奈、鎌田肇、谷口博康、深谷成輝、丸山創、有水宗治郎
- 制作プロデューサー - 中村陽介
- アニメーション制作 - 動画工房[22]
- 製作 - 『RPG不動産』製作委員会[21]

### 主題歌
「Make Up Life!」
風色琴音（井上ほの花）、ファー（木野日菜）、ルフリア（川井田夏海）、ラキラ（石見舞菜香）によるオープニングテーマ。作詞はミズノゲンキ、作曲・編曲は設楽哲也。
「Awesome!」
まねきケチャによるエンディングテーマ。作詞は古谷完、作曲・編曲は下田晃太郎。

### 各話リスト
| 話数   | サブタイトル                                                  | 脚本     | 絵コンテ          | 演出       | 作画監督                                                            | 総作画監督 | 初放送日      |
| ------ | ------------------------------------------------------------- | -------- | ----------------- | ---------- | ------------------------------------------------------------------- | ---------- | ------------- |
| 1軒目  | RPG不動産へようこそ！ はじめてのお部屋探しです！              | 中村能子 | 越田知明          | 越田知明   | 曾我篤史 工藤ゆき 前田義宏                                          | 谷口元浩   | 2022年 4月6日 |
| 2軒目  | お困り物件！魔王城に初出張です！                              | 中村能子 | 西田正義          | 浅見松雄   | 平塚知哉 立口徳孝 工藤ゆき                                          | 谷口元浩   | 4月13日       |
| 3軒目  | 出たんです……！ ドラゴンとお化けとすごい魔力!?                 | 越田知明 | 祝浩司            | 中田裕児   | 宇井川真明 増井良紀 青沼ひかり 亀山千夏                             | 久保茉莉子 | 4月20日       |
| 4軒目  | ずっと一緒！ペットと夢と友情の、 ぎゅっとつまったお部屋です！ | 中村能子 | 関野関十          | 関野関十   | 平塚知哉 立口徳孝 工藤ゆき                                          | 谷口元浩   | 4月27日       |
| 5軒目  | サマー！水着が似合う すごい良いお家、見つけました！           | 越田知明 | 吉川博明 西田正義 | 藏本穂高   | 中尾和麻 平塚知哉                                                   | 曾我篤史   | 5月4日        |
| 6軒目  | 死神に捧げるメロディ!? 友達だもん！みんな仲良くです！         | 土屋理敬 | 祝浩司            | 浅見松雄   | 近響子 南部広海 曾我篤史 工藤ゆき                                   | 久保茉莉子 | 5月11日       |
| 7軒目  | ドアドアドア！扉を開けたら、 ふぁー♡夏休みへGOです！          | 中村能子 | 荒井省吾          | 竹内崇     | 平塚知哉 立口徳孝 近響子 南部広海                                   | 谷口元浩   | 5月18日       |
| 8軒目  | ほえ!?占いで運命の部屋、 見つかりますか!?                     | 土屋理敬 | セトウケンジ      | 殿勝秀樹   | 中岡和麻 本谷愛 工藤ゆき                                            | 曾我篤史   | 5月25日       |
| 9軒目  | にゃ～ん！目標達成まであと一軒！ 千年星祭りで願い叶えたまえ！ | 土屋理敬 | 祝浩司            | 藏本穂高   | 近響子 南部広海 平塚知哉 立口徳孝 工藤ゆき                          | 久保茉莉子 | 6月1日        |
| 10軒目 | 長寿のお悩み！ とにかく丈夫で長く住める家、希望！             | 中村能子 | 西田正義          | 濱崎徹     | 中尾和麻 本谷愛 曾我篤史 近響子 平塚知哉 南部広海                   | 谷口元浩   | 6月8日        |
| 11軒目 | ファー、一緒に帰ろう                                          | 中村能子 | 祝浩司            | 野木森達哉 | 曾我篤史 平塚知哉 立口徳孝 近響子 南部広海 工藤ゆき 中尾和麻 本谷愛 | 久保茉莉子 | 6月15日       |
| 12軒目 | みんなありがとう！ RPG不動産、新たなる旅立ちです！            | 中村能子 | 越田知明          | 越田知明   | 中尾和麻 曾我篤史 平塚知哉 本谷愛 立口徳孝 南部広海 工藤ゆき        | 谷口元浩   | 6月22日       |

### 放送局
| 放送期間               | 放送時間                     | 放送局     | 対象地域 | 備考                                            |
| ---------------------- | ---------------------------- | ---------- | -------- | ----------------------------------------------- |
| 2022年4月6日 - 6月22日 | 水曜 21:30 - 22:00           | AT-X       | 日本全域 | 製作参加 / CS放送 / 字幕放送 / リピート放送あり |
|                        | 水曜 23:00 - 23:30           | TOKYO MX   | 東京都   |                                                 |
| 2022年4月7日 - 6月23日 | 木曜 0:00 - 0:30（水曜深夜） | サンテレビ | 兵庫県   |                                                 |
| 2022年4月8日 - 6月24日 | 金曜 0:30 - 1:00（木曜深夜） | BS日テレ   | 日本全域 | 製作参加 / BS放送 / 『アニメにむちゅ〜』枠      |
|                        | 金曜 1:00 - 1:30（木曜深夜） | KBS京都    | 京都府   |                                                 |
| 2022年4月9日 - 6月25日 | 土曜 3:05 - 3:35（金曜深夜） | テレビ愛知 | 愛知県   |                                                 |

| 配信開始日            | 配信時間                | 配信サイト |
| --------------------- | ----------------------- | --- |
| 2022年4月6日          | 水曜 22:00 更新         | dアニメストア |
| 2022年4月9日          | 土曜 22:00 - 22:30      | ABEMA |
| 2022年4月13日         | 水曜 22:00 更新         | ニコニコチャンネル |
|                       | 水曜 23:30 - 木曜 0:00  | ニコニコ生放送 |
| 2022年4月13日以降順次 | 水曜 22:00 以降順次更新 | GYAO! ひかりTV FOD バンダイチャンネル Hulu TELASA J:COMオンデマンド みるプラス見放題プレミアム U-NEXT アニメ放題 Amazon Prime Video Rakuten TV DMM.com music.jp ビデオマーケット HAPPY!動画 クランクイン！ビデオ |

### BD / DVD
| 巻 | 発売日        | 収録話         | 規格品番   | 規格品番   |
| 巻 | 発売日        | 収録話         | BD限定版   | DVD限定版  |
| -- | ------------- | -------------- | ---------- | ---------- |
| 1  | 2022年6月24日 | 第1話 - 第4話  | ZMXZ-15541 | ZMBZ-15551 |
| 2  | 2022年7月27日 | 第5話 - 第8話  | ZMXZ-15542 | ZMBZ-15552 |
| 3  | 2022年8月24日 | 第9話 - 第12話 | ZMXZ-15543 | ZMBZ-15553 |

## ゲーム
きららファンタジア
ドリコムが開発・運営しアニプレックスが配信していたスマートフォン専用基本無料ゲーム。『まんがタイムきらら』系列の漫画キャラ達が夢の共演を果たし当作オリジナルキャラ達と共に異世界“エトワリア”で冒険するクロスオーバーRPG。
2017年12月11日から2023年2月28日まで運営していた。現在は一部機能を残したオフライン版が配信されている。
2022年6月14日に本作が参戦。